# Плоча от дървесни частици
Плоча от дървесни частици (ПДЧ) представлява плоча от смлени дървесни частици с различна големина, пресовани и слепени със специален вид смола.
Най-често използвани са трислойните – по-груб среден слой е заключен между два по-тънки повърхностни слоя, които са от по-фини и по-плътно пресовани частици. По-малката плътност по средата е с цел да се постигне по-ниска цена, а по-високата плътност на другите спомагат за по-голяма издръжливост на материала. За повърхностните пластове с повече плътност се използват по-фини частици, за да се получи гладка повърхност, която най-често се покрива с декоративен слой. Предимствата на ПДЧ са, че предлага голяма гама от цветове и фурнири и е един от най-евтините материали за производството на мебели. ПДЧ не е подходящ материал за влажни помещения, понеже има ниска влагоустойчивост. Талашит е остарялото популярно име на ПДЧ. През 80-те в България е произвеждан и конопит с използвана растителна маса от коноп.